# Codename wa Sailor V
Codename wa Sailor V (コードネームはセーラーＶ, Kōdo Nēmu wa Sērā Bui) é uma série de mangá criado por Naoko Takeuchi em 1991, com capítulos feitos de maio de 1993 até março de 1994 na revista Kodansha RunRun, com o seu último reaparecimento em 1997. Foi mais tarde criado três mangás, com o total de 15 capítulos (16, na edição revisada) de Sailor V. Essa série foi a base para a sequência Sailor Moon. No Brasil, foi publicada em 2015 pela editora JBC a edição revisada pela autora, em 2 volumes.

## Enredo
Codename wa Sailor V conta a história de Minako Aino, uma garota estudante de 13 anos de caráter muito irreverente e distraída com os estudos, que sonha um dia em encontrar o verdadeiro amor. Porém logo sua vida calma e normal muda quando ela encontra um gato branco falante com uma lua crescente em sua testa. Esse gato se apresenta como Artemis e afirma que Minako é a garota com o poder de se transformar em uma mulher forte e mais bonita que qualquer outra.
Ele a chama de "Vênus" e conta que a garota tem uma missão de proteger a terra em nome do seu planeta guardião, Vênus. Para ajudá-la em sua nova missão, Artemis dá para a garota dois itens, uma lua crescente brilhante e uma caneta mágica. A caneta mágica permite a ela se transformar no seu alter-ego, a Sailor guerreira da beleza e do amor, Sailor V, além de ser uma caneta que pode responder qualquer pergunta, por isso Mina sempre usa ela para fazer suas lições de casa, e a caneta também serve de comunicador, já que Minako e Artemis se comunicam com seu mestre através dela.
Sailor V começa a lutar contra os vilões conhecidos como Dark Agency, os quais lutam sob o comando de Danburite, o responsável por mandar seus guerreiros para escravizar as pessoas. Durante todo o mangá, a Sailor tem muitas aventuras como a guardiã da justiça, causando em alguns inveja e ganhando a admiração da força de polícia. No final do mangá Minako entende que sua missão é mais importante que o romance e descobre sua verdadeira missão como Sailor Vênus.

## Histórico da publicação
Codename: Sailor V fez sua estréia como um one-shot na edição de férias de verão da revista RunRun, publicada em 3 de agosto de 1991. A história retornou como uma série na revista RunRun, que durou até 3 de julho de 1997. A Kodansha compilou os quinze capítulos em três volumes encadernados e os publicou de 18 de dezembro de 1993 a 6 de novembro de 1997. Em 2004, a série foi relançada em dois volumes de luxo com desenhos e diálogo revisados. Em 2014, Codename: Sailor V foi publicado em um Kanzenban de dois volumes ou "Complete Edition".
Um projeto de série em OVA foi criado, incluindo a produção de materiais promocionais, mas nunca se concretizou, a autora preferiu criar o anime de Sailor Moon.

## Capítulos
| - Vol. 1: "Sailor V is Born!" (セーラーＶ誕生！, "Sērā Bi Tanjō!") - Vol. 2: "Minako in 'Crown Game Center'" (美奈子ｉｎ「ゲームセンタークラウン」, "Minako in 'Gēmu Sentā Kuraun'") - Vol. 3: "Sailor V Appears! Channel 44 / Pandora's Plot" (セーラーＶ初登場－－「チャンネル４４」パンドラの野望編, "Sērā Bi Hatsu Tōjo! -- 'Chaneru 44' Pandora no Yabō Hen") - Vol. 4: "Petite Pandora's Plot" (プチ・パンドラの野望編, "Pechi Pandora no Yabō Hen") - Vol. 5: "The Dark Agency's Plot" (ダーク・エージェンツーの院謀編, "Dāku Eejentsū no In Bō Hen") - Vol. 6: "Showdown! Sailor V vs. Electronic Fighter Girl Luga" (対決！セーラーＶ ｖｓ. 電脳少女闘士ルゥガ, "Taiketsu! Sērā Bi vs. Dennō Shōjo Toshi Rūga") |

| - Vol. 7: "Sailor V's Vacation / The Hawaiian Plot!" (セーラーＶバカンス編－－ハワイヘの野望！, "Sērā Bi Bakansu Hen -- Hawai e no Yabō!") - Vol. 8: "Love on the Tree-Lined Road / Tearing at Turbo Full-Throttle!" (並木道の恋－－ターボ全開バリバリ！編, "Namiki Michi no Koi -- Tābo Zenkai BariBari! Hen") - Vol. 9: "Sailor V vs. Debrine" (セーラーＶ ｖｓ. デブリーネ, "Sērā Bi vs. Deburīne") - Vol. 10: "Sailor V in a Pinch!? Kaitou Ace Appears!" (セーラーＶピンチ！？怪盗Ａ登場！, "Sērā Bi Pinchi!? Kaitō A Tōjō") |

| - Vol. 11: "The Pet Stories / Number 1: Nyan-Nyan's Plot" (ペット編その１．娘々の陰謀, "Petto Hen Sono 1 Nyan Nyan no Inbō") - Vol. 12: "The Pet Stories / Number 2: Wan-Wan's Plot" (ペット編その２．王々の陰謀, "Petto Hen Sono 2 Wan Wan no Inbō") - Vol. 13: "The Pet Stories / Number 3: Chuu-Chuu's Plot" (ペット編その３．触々の陰謀, "Petto Hen Sono 3 Chū Chū no Inbō") - Vol. 14: "Youth Bet on the Hachimaki Stone!!" (ハチマキ石にかけた青春！！, "Hachimaki Ishi ni Kaketa Seishun!!") - Vol. 15: "A New Journey Begins!!" (新たなる旅立ちッ！！, "Arata Naru Tabidachi!!") |

### Edições Shinsōban
| - Vol. 1: "Sailor V is Born!" (セーラーＶ誕生！, "Sērā Bi Tanjō!") - Vol. 2: "Minako in 'Crown Game Center'" (美奈子ｉｎ「ゲームセンタークラウン」, "Minako in 'Gēmu Sentā Kuraun'") - Vol. 3: "Sailor V Appears! Channel 44 / Pandora's Plot" (セーラーＶ初登場－－「チャンネル４４」パンドラの野望編, "Sērā Bi Hatsu Toujō! -- 'Chaneru 44' Pandora no Yabō Hen") - Vol. 4: "Petite Pandora's Plot" (プチ・パンドラの野望編, "Pechi Pandora no Yabō Hen") - Vol. 5: "The Dark Agency's Plot" (ダーク・エージェンツーの院謀編, "Dāku Eejentsū no In Bō Hen") - Vol. 6: "Showdown! Sailor V vs. Electronic Fighter Girl Luga" (対決！セーラーＶ ｖｓ. 電脳少女闘士ルゥガ, "Taiketsu! Sērā Bi vs. Dennō Shōjo Toshi Rūga") - Vol. 7: "Sailor V's Vacation / The Hawaiian Plot!" (セーラーＶバカンス編－－ハワイヘの野望！, "Sērā Bi Bakansu Hen -- Hawai e no Yabō!") - Vol. 8: "Love on the Tree-Lined Road / Tearing at Turbo Full-Throttle!" (並木道の恋－－ターボ全開バリバリ！編, "Namiki Michi no Koi -- Tābo Zenkai BariBari! Hen") |

| - Vol. 9: "Sailor V vs. Debrine" (セーラーＶ ｖｓ. デブリーネ, "Sērā Bi vs. Deburīne") - Vol. 10: "Sailor V in a Pinch!? Phantom Ace Appears!" (セーラーＶピンチ！？怪盗Ａ登場！, "Sērā Bi Pinchi!? Kaitō A Tōjō") - Vol. 11: "The Pet Stories / Number 1: Nyan-Nyan's Plot" (ペット編その１．娘々の陰謀, "Petto Hen Sono 1 Nyan Nyan no Inbō") - Vol. 12: "The Pet Stories / Number 2: Wan-Wan's Plot" (ペット編その2．王々の陰謀, "Petto Hen Sono 2 Wan Wan no Inbō") - Vol. 13: "The Pet Stories / Number 3: Chuu-Chuu's Plot" (ペット編その3．触々の陰謀, "Petto Hen Sono 3 Chuu Chuu no Inbō") - Vol. 14: "Youth Bet on the Hachimaki Stone!!" (ハチマキ石にかけた青春！！, "Hachimaki Ishi ni Kaketa Seishun!!") - Vol. 15: "A New Journey Begins!! First Part" (新たなる旅立ちッ！！前編, "Arata Naru Tabidachi!! Zenpen") - Vol. 16: "A New Journey Begins!! Last Part" (新たなる旅立ちッ！！後編, "Arata Naru Tabidachi!! Kōhen") |

## Comparação com a série Sailor Moon
Sailor Moon é a sequência para Codename wa Sailor V. Quando foi proposto que Codename wa Sailor V fosse adaptado para um anime, a criadora Naoko Takeuchi adaptou as ideias para que fosse em formato de super sentai e criou Sailor Moon. Os dois mangás foram publicados simultaneamente: Sailor V foi publicado na revista RunRun, Enquanto Sailor Moon era publicado na Nakayoshi. Sailor Vênus foi incluída na história do mangá de Sailor Moon e no anime desde a primeira história.
Usagi Tsukino é parcialmente baseada em Minako, e as duas tem algumas semelhanças: Usagi é geralmente vista como ligeiramente menos inteligente, às vezes preguiçosa e muito menos atlética que Minako, enquanto Minako é mais graciosa. Enquanto Usagi é desajeitada e chorona, Minako é apenas muito dramática.
Sailor V atualmente foi concluído algum tempo depois da conclusão do volume número 18 do mangá de Sailor Moon. Foi incluída a presença rápida de outros personagens de Sailor Moon, incluindo Usagi, Naru Osaka, Ami Mizuno, Makoto Kino, Rei Hino e uma imagem sombreada das dez Sailor guerreiras juntas, assim como a visão delas juntas na Torre do Milênio. Porém o mangá Sailor V foi publicado menos que o mangá de Sailor Moon, tendo apenas três volumes.

## Personagens

### Aliados
- Artemis: Gato parceiro de Minako na defesa da justiça. Ele faz um papel importante também em Sailor Moon, na maioria das vezes com a ajuda de Luna.
- Mestre: Ele dá suas instruções para Minako e ajuda Artemis com sugestões de como treinar a nova guerreira Sailor. Nunca foi descoberta sua identidade, mas suspeita-se que seja Luna ou Queen Serenity.
- Hikaru Sorano: Hikaru e Minako são melhores amigas desde o ensino fundamental, assim Naru Osaka para Usagi Tsukino em Sailor Moon. Ela se parece muito com Ami Mizuno de Sailor Moon.
- Pai / Mãe de Minako: O que se sabe do pai é que ele é um empresário. A mãe é dona-de-casa, e em grande parte das cenas na qual ela aparece é vista tentando educar Minako por culpa dos seus péssimos hábitos.
- Motoki Furuhata: Motoki é o rapaz bonito que fica no Game Center Crown e é apontado como sendo uma das paixões de Minako. Ele também aparece em Sailor Moon.
- Gurikazu Amano: Amano é o garoto nerd da escola de Minako, muito parecido com Gurio Umino.
- Natsuna Sakurada: Ela é a general super-intendente da polícia metropolitana e uma grande fã da Sailor V. Sua irmã, Haruna Sakurada, aparece em Sailor Moon.
- Katarina Kors: sargento de Policia. O companero nas armas de Sailor V.
- Toshio Wakagi: Wakagi tem vinte e sete anos e é um oficial especial no departamento de polícia metropolitana. Ele aparenta não gostar da Sailor V por sentir que ela pode fazer piadas dos oficiais de polícia.
- Saitou-san: Uma vez um estudante da Shiba High School, Saitou-san é o líder de uma gangue de estudantes, a maior e mais violenta em Tokyo
- Okamoto-sensei: Um professor de economia doméstica na Shiba High School.
- Marie-sensei/Shinrou Baishaku: Marie é uma artista de quadrinhos da Aurora Wedding que Minako costuma ler. Shinrou é o editor mais novo de Marie.
- Maiku Otonaru: Um dos vários garotos no qual Minako está interessada.

### Agência Sombria (Dark Agency)
- Danburite
- Narkissos
- Takurou Ootaku
- Pandora
- Petite Pandora
- Dark Guys
- Twin Dark
- Dark Shizuka-hime
- Fluorite
- Guerrero Girl Luga
- Hibiscusy
- Vivian
- Vector
- DeBrine
- Liquid Founda
- Powder Founda
- Water Founda
- Solid Founda
- Nyan-Nyan
- Wan-Wan
- Chuu-Chuu
- Karaoke Soldier Mike Makkii
- Princess Lin Lin

## Ace Kaitou
Ace Kaitou é um pretendente de Minako em Codename wa Sailor V. Ele foi um ídolo que apareceu depois de um plano maligno para fazer as garotas ganharem peso. Ele ajudou as garotas de Tókio a perderem peso, teve seu próprio programa de TV e lutou ao lado de Sailor V (Como Tuxedo Mask ajudaria mais tarde Sailor Moon). Foi revelado mais tarde que ele era Danburite, que servia para o Shitennou. Na Torre do Milênio, ele foi Adonis, um soldado de baixo nível que servia à Vênus. Ele viu a princesa Vênus e se apaixonou por ela, porém esse amor era completamente platônico e sem esperanças. Ele era talentoso na arte de "ler o amor", envolvendo cartas, predominando o Aces of the four suits. Na sua cena final de morte contra Sailor V ele conta que seu amor por ela continuará para sempre sem esperanças, impedindo-a e ao mesmo tempo deixando o caminho aberto para que ela coloque sua missão antes do romance sem hesitação.